# OK Financial Group Okman Volleyball Club 2023-2024
Questa voce raccoglie le informazioni riguardanti l'OK Financial Group Okman Volleyball Club nelle competizioni ufficiali della stagione 2023-2024.

## Stagione
Gli OK Okman partecipano per l'undicesima volta alla V-League, classificandosi al terzo posto in regular season: ai play-off scudetto superano gli Hyundai Skywalkers ai quarti di finale e i Woori WON in semifinale, uscendo però sconfitti nella finale contro i Korean Air Jumbos.
Si aggiudicano invece per la prima volta la Coppa KOVO, sconfiggendo in finale i Samsung Bluefangs.

## Organigramma societario
Area direttiva
- Presidente: Choi Yoon

Area tecnica
- Allenatore: Masaji Ogino
- Allenatore in seconda: Kang Young-jun, Kiyoshi Abo

## Rosa
| N° | Nome                 | Ruolo | Data di nascita   | Nazionalità sportiva |
| -- | -------------------- | ----- | ----------------- | -------------------- |
| 1  | Park Seung-su        | S     | 30 gennaio 2002   | Corea del Sud        |
| 2  | Kwak Myoung-woo      | P     | 8 aprile 1991     | Corea del Sud        |
| 3  | Jung Seong-hyun      | L     | 18 maggio 1991    | Corea del Sud        |
| 4  | Kim Ung-bi           | S     | 1º dicembre 1997  | Corea del Sud        |
| 5  | Kim Kun-woo          | S     | 22 maggio 2002    | Corea del Sud        |
| 6  | Lee Min-kyu          | P     | 3 dicembre 1992   | Corea del Sud        |
| 7  | Jo Guk-gi            | L     | 11 marzo 1989     | Corea del Sud        |
| 8  | Cha Ji-hwan          | S     | 9 maggio 1996     | Corea del Sud        |
| 9  | Kang Jeong-min       | P     | 17 febbraio 2002  | Corea del Sud        |
| 10 | Bu Yong-chan         | L     | 27 dicembre 1989  | Corea del Sud        |
| 11 | Park Won-bin         | C     | 7 aprile 1992     | Corea del Sud        |
| 12 | Jun Byeong-sun       | O     | 25 aprile 1992    | Corea del Sud        |
| 13 | Leonardo Leyva       | S     | 23 marzo 1990     | Cuba                 |
| 14 | Song Hui-chae        | S     | 29 aprile 1992    | Corea del Sud        |
| 15 | Lee Jin-seong        | S     | 11 agosto 2000    | Corea del Sud        |
| 16 | Jin Sang-heon        | C     | 22 aprile 1986    | Corea del Sud        |
| 17 | Park Chang-seong     | C     | 21 settembre 1998 | Corea del Sud        |
| 18 | Jeon Jin-seon        | C     | 11 settembre 1996 | Corea del Sud        |
| 18 | Park Sung-jin        | S     | 25 gennaio 2000   | Corea del Sud        |
| 20 | Shin Ho-jin          | O     | 26 febbraio 2001  | Corea del Sud        |
| 22 | Park Tae-seong       | P     | 9 aprile 2001     | Corea del Sud        |
| 23 | Lee Jae-seo          | L     | 14 gennaio 2001   | Corea del Sud        |
| 99 | Batsükh Bayarsaikhan | C     | 12 agosto 1998    | Mongolia             |

## Mercato
| Acquisti                               | Acquisti             | Acquisti          | Acquisti   |
| R.                                     | Nome                 | da                | Modalità   |
| -------------------------------------- | -------------------- | ----------------- | ---------- |
| C                                      | Batsükh Bayarsaikhan | Bayankhongor      | definitivo |
| S                                      | Kim Kun-woo          | Chosun University | definitivo |
| S                                      | Kim Ung-bi           | Sangmu            | definitivo |
| C                                      | Park Chang-seong     | Sangmu            | definitivo |
| P                                      | Park Tae-seong       | Inha University   | definitivo |
| S                                      | Song Hui-chae        | Woori WON         | definitivo |
| Trasferimenti nel corso della stagione |                      |                   |            |
| O                                      | Park Sung-jin        | Samsung Bluefangs | definitivo |

| Cessioni                               | Cessioni        | Cessioni          | Cessioni   |
| R.                                     | Nome            | a                 | Modalità   |
| -------------------------------------- | --------------- | ----------------- | ---------- |
| C                                      | Ji Tae-hwan     | -                 | ritirato   |
| O                                      | Jo Jae-sung     | -                 | ritirato   |
| C                                      | Moon Ji-hoon    | -                 | ritirato   |
| L                                      | Na Doo-hwan     | -                 | ritirato   |
| S                                      | Song Myung-geun | Woori WON         | definitivo |
| P                                      | Hwang Dong-il   | -                 | ritirato   |
| Trasferimenti nel corso della stagione |                 |                   |            |
| S                                      | Jeon Jin-seon   | Samsung Bluefangs | definitivo |

## Risultati

### V-League

#### Regular season

##### Round 1
| 20 ottobre 2023 Sangnoksu Gymnasium, Ansan     | OK Okman          | 3 - 1 | KEPCO Vixtorm      | 16-25, 25-20, 25-17, 25-16        |
| 24 ottobre 2023 Uijeongbu Gymnasium, Uijeongbu | KB Stars          | 2 - 3 | OK Okman           | 25-19, 23-25, 25-17, 20-25, 11-15 |
| 27 ottobre 2023 Chungmu Gymnasium, Daejeon     | Samsung Bluefangs | 3 - 0 | OK Okman           | 25-23, 25-21, 25-19               |
| 31 ottobre 2023 Sangnoksu Gymnasium, Ansan     | OK Okman          | 3 - 2 | Hyundai Skywalkers | 22-25, 25-22, 20-25, 27-25, 17-15 |
| 3 novembre 2023 Sangnoksu Gymnasium, Ansan     | OK Okman          | 3 - 0 | Woori WON          | 25-23, 26-24, 25-22               |
| 7 novembre 2023 Gyeyang Gymnasium, Incheon     | Korean Air Jumbos | 3 - 0 | OK Okman           | 25-20, 26-24, 25-15               |

##### Round 2
| 10 novembre 2023 Sangnoksu Gymnasium, Ansan     | OK Okman           | 3 - 1 | Samsung Bluefangs | 26-28, 26-24, 25-19, 25-23       |
| 14 novembre 2023 Suwon Gymnasium, Suwon         | KEPCO Vixtorm      | 3 - 0 | OK Okman          | 25-23, 25-22, 25-21              |
| 17 novembre 2023 Ryu Gwansun Gymnasium, Cheonan | Hyundai Skywalkers | 2 - 3 | OK Okman          | 25-18, 20-25, 25-21, 24-26, 9-15 |
| 22 novembre 2023 Sangnoksu Gymnasium, Ansan     | OK Okman           | 0 - 3 | Korean Air Jumbos | 20-25, 17-25, 18-25              |
| 26 novembre 2023 Jangchung Arena, Seul          | Woori WON          | 0 - 3 | OK Okman          | 16-25, 18-25, 26-28              |
| 29 novembre 2023 Sangnoksu Gymnasium, Ansan     | OK Okman           | 3 - 1 | KB Stars          | 25-21, 25-15, 18-25, 25-22       |

##### Round 3
| 3 dicembre 2023 Sangnoksu Gymnasium, Ansan     | OK Okman          | 2 - 3 | Woori WON          | 21-25, 25-21, 19-25, 30-28, 13-15 |
| 6 dicembre 2023 Uijeongbu Gymnasium, Uijeongbu | KB Stars          | 3 - 0 | OK Okman           | 25-20, 25-23, 25-17               |
| 9 dicembre 2023 Sangnoksu Gymnasium, Ansan     | OK Okman          | 0 - 3 | Hyundai Skywalkers | 24-26, 14-25, 18-25               |
| 15 dicembre 2023 Chungmu Gymnasium, Daejeon    | Samsung Bluefangs | 3 - 0 | OK Okman           | 25-22, 25-22, 25-21               |
| 21 dicembre 2023 Sangnoksu Gymnasium, Ansan    | OK Okman          | 0 - 3 | KEPCO Vixtorm      | 21-25, 19-25, 15-25               |
| 25 dicembre 2023 Gyeyang Gymnasium, Incheon    | Korean Air Jumbos | 3 - 0 | OK Okman           | 28-26, 25-18, 25-22               |

##### Round 4
| 29 dicembre 2023 Sangnoksu Gymnasium, Ansan    | OK Okman           | 3 - 0 | Korean Air Jumbos | 25-21, 26-24, 25-18               |
| 2 gennaio 2024 Sangnoksu Gymnasium, Ansan      | OK Okman           | 3 - 2 | Samsung Bluefangs | 25-27, 25-16, 25-14, 21-25, 18-16 |
| 6 gennaio 2024 Suwon Gymnasium, Suwon          | KEPCO Vixtorm      | 1 - 3 | OK Okman          | 25-22, 22-25, 18-25, 19-25        |
| 10 gennaio 2024 Jangchung Arena, Seul          | Woori WON          | 1 - 3 | OK Okman          | 19-25, 15-25, 25-21, 23-25        |
| 13 gennaio 2024 Sangnoksu Gymnasium, Ansan     | OK Okman           | 3 - 0 | KB Stars          | 25-15, 25-21, 25-13               |
| 17 gennaio 2024 Ryu Gwansun Gymnasium, Cheonan | Hyundai Skywalkers | 1 - 3 | OK Okman          | 27-25, 21-25, 26-28, 19-25        |

##### Round 5
| 2 febbraio 2024 Sangnoksu Gymnasium, Ansan      | OK Okman          | 2 - 3 | Hyundai Skywalkers | 28-30, 27-29, 28-26, 25-19, 13-15 |
| 6 febbraio 2024 Chungmu Gymnasium, Daejeon      | Samsung Bluefangs | 1 - 3 | OK Okman           | 22-25, 25-23, 21-25, 22-25        |
| 9 febbraio 2024 Sangnoksu Gymnasium, Ansan      | OK Okman          | 2 - 3 | Woori WON          | 25-20, 16-25, 25-23, 14-25, 18-20 |
| 14 febbraio 2024 Gyeyang Gymnasium, Incheon     | Korean Air Jumbos | 3 - 1 | OK Okman           | 25-18, 25-13, 21-25, 25-23        |
| 18 febbraio 2024 Uijeongbu Gymnasium, Uijeongbu | KB Stars          | 1 - 3 | OK Okman           | 21-25, 25-20, 25-27, 23-25        |
| 21 febbraio 2024 Sangnoksu Gymnasium, Ansan     | OK Okman          | 0 - 3 | KEPCO Vixtorm      | 21-25, 28-30, 18-25               |

##### Round 6
| 25 febbraio 2024 Sangnoksu Gymnasium, Ansan  | OK Okman           | 3 - 0 | KB Stars          | 25-20, 25-16, 25-21               |
| 28 febbraio 2024 Jangchung Arena, Seul       | Woori WON          | 2 - 3 | OK Okman          | 19-25, 30-28, 25-20, 21-25, 7-15  |
| 3 marzo 2024 Sangnoksu Gymnasium, Ansan      | OK Okman           | 1 - 3 | Samsung Bluefangs | 19-25, 25-27, 25-16, 20-25        |
| 7 marzo 2024 Suwon Gymnasium, Suwon          | KEPCO Vixtorm      | 1 - 3 | OK Okman          | 25-22, 20-25, 21-25, 20-25        |
| 10 marzo 2024 Sangnoksu Gymnasium, Ansan     | OK Okman           | 3 - 2 | Korean Air Jumbos | 25-21, 20-25, 25-20, 22-25, 15-12 |
| 15 marzo 2024 Ryu Gwansun Gymnasium, Cheonan | Hyundai Skywalkers | 3 - 2 | OK Okman          | 23-25, 25-21, 25-22, 19-25, 15-9  |

#### Play-off
| Quarti di finale - 21 marzo 2024 Sangnoksu Gymnasium, Ansan    | OK Okman          | 3 - 2 | Hyundai Skywalkers | 22-25, 25-22, 25-21, 22-25, 15-13 |
| Semifinali (gara 1) - 23 marzo 2024 Jangchung Arena, Seul      | Woori WON         | 2 - 3 | OK Okman           | 20-25, 19-25, 25-22, 25-21, 11-15 |
| Semifinali (gara 2) - 25 marzo 2024 Sangnoksu Gymnasium, Ansan | OK Okman          | 3 - 0 | Woori WON          | 25-15, 25-15, 25-19               |
| Finale (gara 1) - 29 marzo 2024 Gyeyang Gymnasium, Incheon     | Korean Air Jumbos | 3 - 1 | OK Okman           | 22-25, 25-22, 25-20, 25-18        |
| Finale (gara 2) - 31 marzo 2024 Gyeyang Gymnasium, Incheon     | Korean Air Jumbos | 3 - 0 | OK Okman           | 25-21, 25-21, 29-27               |
| Finale (gara 3) - 2 aprile 2024 Sangnoksu Gymnasium, Ansan     | OK Okman          | 2 - 3 | Korean Air Jumbos  | 25-27, 25-16, 25-21, 20-25, 13-15 |

### Coppa KOVO

#### Fase a gironi
| 1ª giornata - 6 agosto 2023 Park Chung Hee Gymnasium, Gumi  | KB Stars  | 0 - 3 | OK Okman          | 17-25, 22-25, 11-25               |
| 2ª giornata - 8 agosto 2023 Park Chung Hee Gymnasium, Gumi  | OK Okman  | 2 - 3 | Korean Air Jumbos | 21-25, 25-21, 26-24, 21-25, 9-15  |
| 3ª giornata - 10 agosto 2023 Park Chung Hee Gymnasium, Gumi | Woori WON | 2 - 3 | OK Okman          | 23-25, 25-19, 18-25, 25-23, 13-15 |

#### Fase a eliminazione diretta
| Semifinali - 12 agosto 2023 Park Chung Hee Gymnasium, Gumi | Panasonic Panthers | 2 - 3 | OK Okman | 30-32, 25-15, 32-30, 22-25, 9-15 |
| Finale - 13 agosto 2023 Park Chung Hee Gymnasium, Gumi     | Samsung Bluefangs  | 1 - 3 | OK Okman | 23-25, 25-22, 23-25, 20-25       |

## Statistiche

### Statistiche di squadra
| Competizione | Punti | In casa | In casa | In casa | In trasferta | In trasferta | In trasferta | Totale | Totale | Totale |
| Competizione | Punti | G       | V       | P       | G            | V            | P            | G      | V      | P      |
| ------------ | ----- | ------- | ------- | ------- | ------------ | ------------ | ------------ | ------ | ------ | ------ |
| V-League     | 58    | 21      | 12      | 9       | 21           | 11           | 10           | 42     | 23     | 19     |
| Coppa KOVO   | -     | -       | -       | -       | -            | -            | -            | 5      | 4      | 1      |
| Totale       | -     | 21      | 12      | 9       | 21           | 11           | 10           | 47     | 27     | 20     |

G = partite giocate; V = partite vinte; P = partite perse

### Statistiche dei giocatori
| Giocatore       | Campionato | Campionato | Campionato | Campionato | Campionato | Coppa KOVO | Coppa KOVO | Coppa KOVO | Coppa KOVO | Coppa KOVO | Totale | Totale | Totale | Totale | Totale |
| Giocatore       | P          | PT         | AV         | MV         | BV         | P          | PT         | AV         | MV         | BV         | P      | PT     | AV     | MV     | BV     |
| --------------- | ---------- | ---------- | ---------- | ---------- | ---------- | ---------- | ---------- | ---------- | ---------- | ---------- | ------ | ------ | ------ | ------ | ------ |
| B. Bayarsaikhan | 42         | 283        | 179        | 88         | 16         | -          | -          | -          | -          | -          | 42     | 283    | 179    | 88     | 16     |
| Bu Y.c.         | 42         | 0          | 0          | 0          | 0          | 5          | 0          | 0          | 0          | 0          | 47     | 0      | 0      | 0      | 0      |
| Cha J.h.        | 26         | 159        | 134        | 22         | 3          | 5          | 99         | 83         | 13         | 3          | 31     | 258    | 217    | 35     | 6      |
| Jeon J.s.       | 14         | 11         | 8          | 3          | 0          | 5          | 28         | 17         | 10         | 1          | 19     | 39     | 25     | 13     | 1      |
| Jin S.h.        | 25         | 67         | 38         | 28         | 1          | 5          | 8          | 4          | 4          | 0          | 30     | 75     | 42     | 32     | 1      |
| Jo G.g.         | 25         | 0          | 0          | 0          | 0          | 5          | 0          | 0          | 0          | 0          | 30     | 0      | 0      | 0      | 0      |
| Jun B.s.        | 5          | 0          | 0          | 0          | 0          | 2          | 27         | 25         | 2          | 0          | 7      | 27     | 25     | 2      | 0      |
| Jung S.h.       | 17         | 0          | 0          | 0          | 0          | 4          | 0          | 0          | 0          | 0          | 21     | 0      | 0      | 0      | 0      |
| Kang J.m.       | 34         | 3          | 1          | 1          | 1          | 5          | 1          | 0          | 0          | 1          | 39     | 4      | 1      | 1      | 2      |
| Kim K.w.        | 16         | 1          | 0          | 0          | 1          | -          | -          | -          | -          | -          | 16     | 1      | 0      | 0      | 1      |
| Kim U.b.        | 16         | 4          | 2          | 2          | 0          | -          | -          | -          | -          | -          | 16     | 4      | 2      | 2      | 0      |
| Kwak M.w.       | 40         | 39         | 2          | 32         | 5          | 5          | 11         | 0          | 9          | 2          | 45     | 50     | 2      | 41     | 7      |
| Lee J.s.        | -          | -          | -          | -          | -          | -          | -          | -          | -          | -          | 0      | 0      | 0      | 0      | 0      |
| Lee J.s.        | 7          | 6          | 5          | 1          | 0          | 5          | 43         | 39         | 4          | 0          | 12     | 49     | 44     | 5      | 0      |
| Lee M.k.        | 16         | 8          | 1          | 3          | 4          | -          | -          | -          | -          | -          | 16     | 8      | 1      | 3      | 4      |
| L. Leyva        | 42         | 1116       | 978        | 58         | 80         | -          | -          | -          | -          | -          | 42     | 1116   | 978    | 58     | 80     |
| Park C.s.       | 32         | 75         | 49         | 23         | 3          | 4          | 16         | 14         | 1          | 1          | 36     | 91     | 63     | 24     | 4      |
| Park S.s.       | 10         | 24         | 19         | 5          | 0          | -          | -          | -          | -          | -          | 10     | 24     | 19     | 5      | 0      |
| Park S.j.       | 11         | 25         | 22         | 1          | 2          | -          | -          | -          | -          | -          | 11     | 25     | 22     | 1      | 2      |
| Park T.s.       | 22         | 1          | 0          | 1          | 0          | -          | -          | -          | -          | -          | 22     | 1      | 0      | 1      | 0      |
| Park W.b.       | 37         | 67         | 34         | 31         | 2          | 5          | 30         | 17         | 12         | 1          | 42     | 97     | 51     | 43     | 3      |
| Shin H.j.       | 38         | 451        | 411        | 34         | 6          | 4          | 100        | 90         | 9          | 1          | 42     | 551    | 501    | 43     | 7      |
| Song H.c.       | 40         | 327        | 281        | 37         | 9          | -          | -          | -          | -          | -          | 40     | 327    | 281    | 37     | 9      |

P = presenze; PT = punti totali; AV = attacchi vincenti; MV = muri vincenti; BV = battute vincenti